# Howaldtswerke-Deutsche Werft
Howaldtswerke-Deutsche Werft GmbH (HDW) — найбільша верф Німеччини. Спеціалізується на будівництві морських суден і підводних човнів. Верф розташована в Кілі, земля Шлезвіг-Гольштейн, Німеччина. Підприємство виникло в 1968 році в результаті злиття компаній Howaldtswerke Hamburg A. G., Kieler Howaldtswerke AG, Kiel і Deutsche Werft AG. Після злиття з верфями компанії ThyssenKrupp 5 січня 2005 року HDW є частиною ThyssenKrupp Marine Systems AG (TKMS).

## Історія

### Передісторія
1 жовтня 1838 року Август Говальдт (нім. August Howaldt) разом з процвітаючим судновласником і комерсантом Йоханом Швеффелем (нім. Johann Schweffel) заснував підприємство з випуску сільськогосподарських машин для датської провінції Шлезвіг-Гольштейн. В 1848 році на підприємстві почалося будівництво першої парової машини, призначеної для суден з гвинтовим рухом, для канонерки № 1 Von der Tann. Робота над першою паровою машиною для судна була закінчена в 1849 році. В 1850 році на заводі в Кілі була побудований перший німецький підводний човен під назвою Brandtaucher.

## Продукція верфі

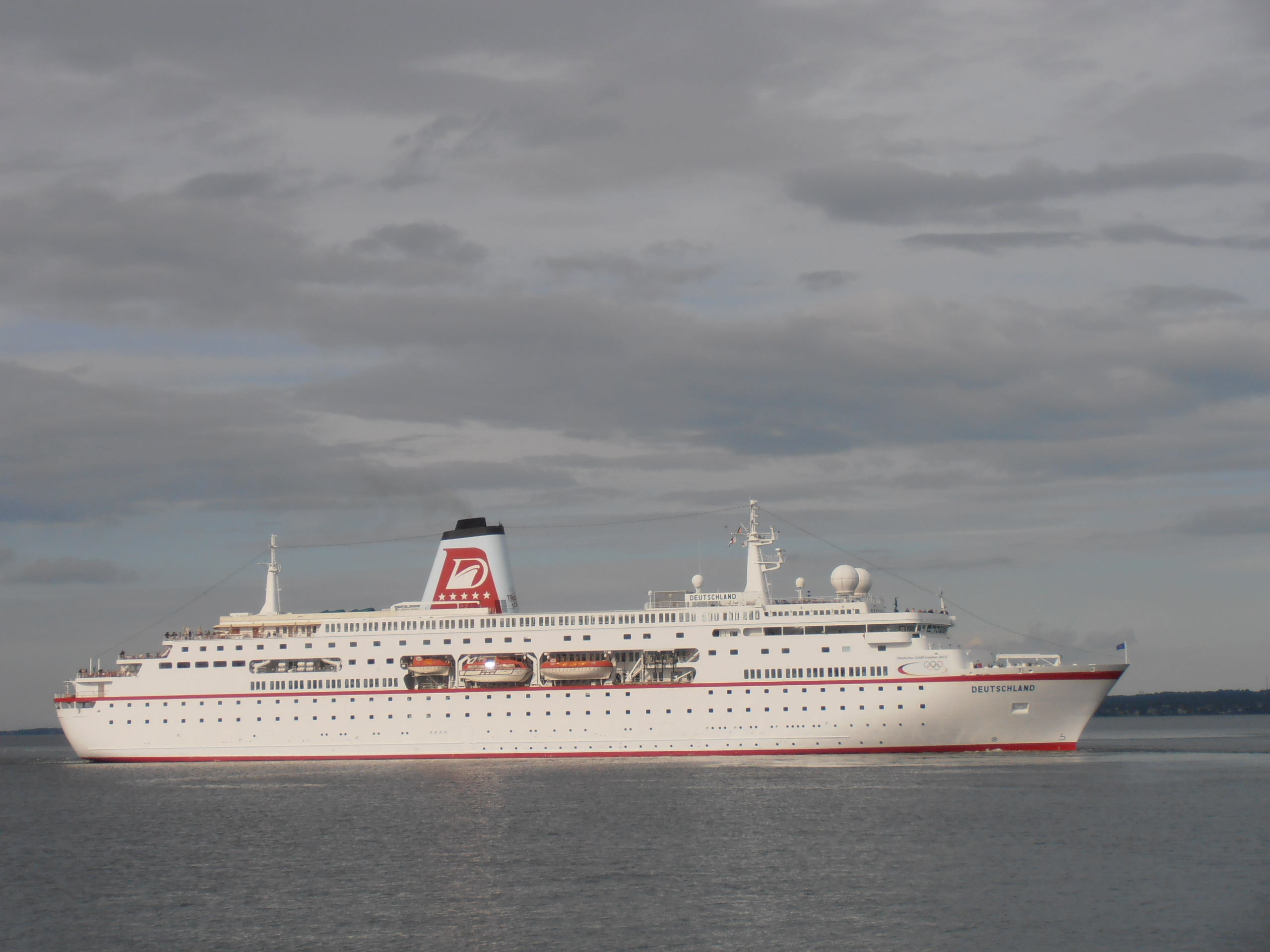
Круїзне судно Deutschland (1998)
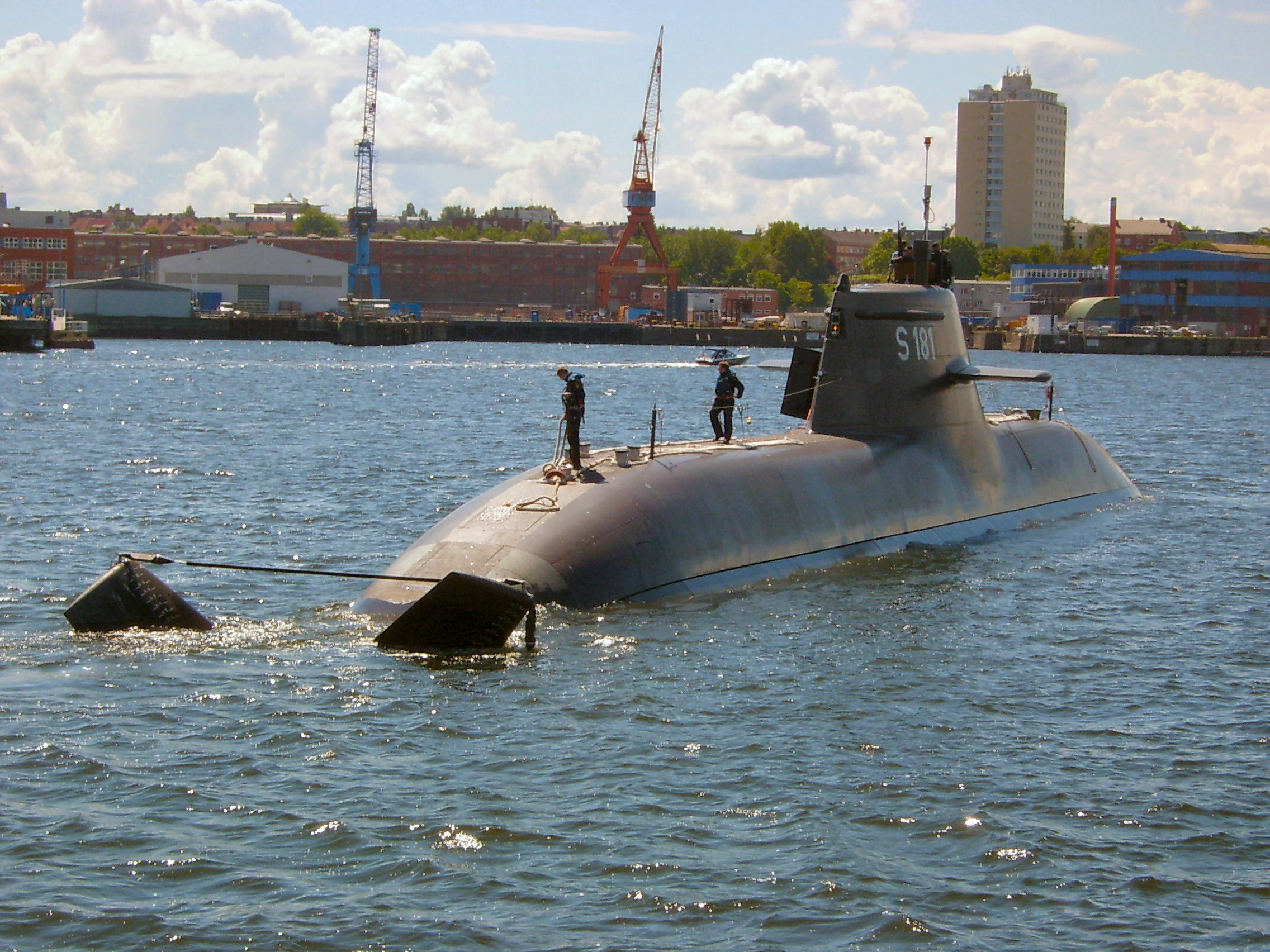
Підводний човен U 31 (2005)